# Francisco de Mendieta y Retes

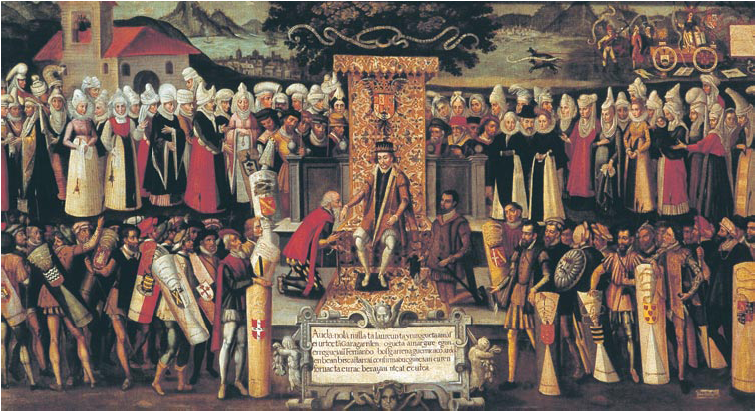
Jura de los Fueros del Señorío de Vizcaya por Fernando el Católico, 1609, Casa de Juntas de Guernica.

Francisco de Mendieta y Retes fue un pintor y escritor español de mediados del siglo XVI, nacido, según las fuentes, en Mendieta  o en Menagarai (Álava) en 1556.

## Biografía
Hijo de María de Retes (natural de Menagarai), pasó casi toda su vida en Bilbao donde, en sus primeros años, gozó de la protección del pintor Francisco Vázquez, del que era criada su madre y quien, posiblemente, fuese su padre natural, con el que aprendió el oficio y cuyo apellido utilizó en alguna ocasión, firmando alguna de sus obras con el nombre de Francisco Vázquez Mendieta. En 1616 se estableció en Orduña, donde se conserva su casa blasonada con las armas de los Vázquez y los Mendieta. Se desconoce la fecha de su muerte, pero consta que en 1624 había ya fallecido, pues en ese año cobran sus herederos, su hija Juana y el entallador Juan de Gante, su yerno.

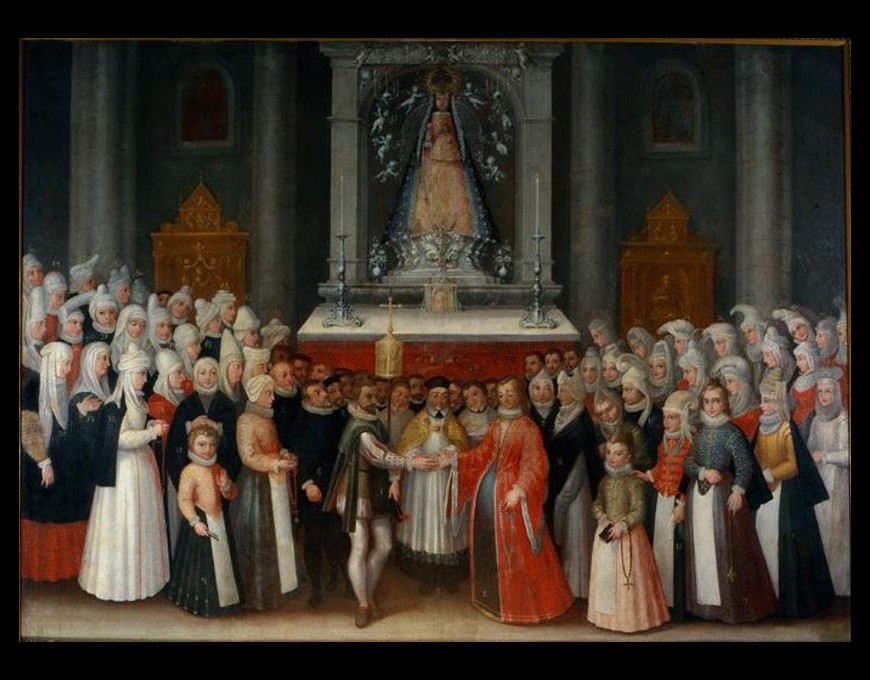
Los esponsales o Boda de hidalgos en Begoña, 1607, Diputación Foral de Guipúzcoa.

Entre sus obras de pintura destaca La jura de los Fueros del Señorío de Vizcaya por Fernando V de Castilla (1609), conservada en la Casa de Juntas de Guernica, la más célebre de sus pinturas y de la que existen varias réplicas, que muestra al rey Fernando el Católico recibiendo la pleitesía de las Juntas Generales, reunidas en Guernica junto al árbol, el 30 de julio de 1476, tras la jura de los fueros del Señorío de Vizcaya por parte del monarca. Similar valor etnográfico, por ser reflejo de la moda y vestuario de la época, son algunos cuadros dedicados a la Virgen de Begoña y quizá pintados para su santuario: Boda de hidalgos en Begoña 1607, (Diputación Foral de Guipúzcoa) y Milagro en Begoña, 1589 (Monasterio de las Descalzas Reales, Madrid). Consta, además, que trabajó para la parroquia de Santiago de Bilbao (la actual Catedral de Santiago), donde pintó un cuadro de la historia del rico avariento y completó las pinturas de los retablos. Trabajando aquí se vio envuelto en un pleito al borrar la pintura de una imagen para pintar el escudo de Juan de Bayona, por encargo de este.
Se le atribuyen los retratos de Pedro de Novia y Mariana Úrsula de Uríbarri, en las puertas laterales del llamado Tríptico de la crucifixión de Elejabeitia (colección privada), procedente de la antigua iglesia de San Juan, en Basurto (Bilbao). 
Como escritor es autor de los Annales del Señorío de Vizcaya, que comprende los sucesos ocurridos en el señorío entre 1399 y 1456, parcialmente conservado, y Aerario de la Hidalguía y nobleza Hespañola y plaza de armas de Vizcaya.